# 모두 당신을 사랑하고 있어요
「모두 당신을 사랑하고 있어요」(みんなあなたを愛してる)는 Kiroro의 18번 째의 싱글이다. 2009년 3월 4일 발매. 발매원은 빅터 엔터테인멘트이다.

## 해설
극장판 애니메이션 「초극장판 개구리중사 케로로 4: 드래곤 워리어」의 엔딩 테마.

## 트랙
- 1.모두 당신을 사랑하고 있어요
 (작사·작곡:킨죠 아야노, 편곡:이시즈카 사토루센)
- 2.모두 당신을 사랑하고 있어요(Instrumental)